# Frechilla (kommunhuvudort)
Frechilla är en kommunhuvudort i Spanien.   Den ligger i provinsen Provincia de Palencia och regionen Kastilien och Leon, i den norra delen av landet, 210 km nordväst om huvudstaden Madrid. Frechilla ligger 775 meter över havet och antalet invånare är 250.
Terrängen runt Frechilla är platt. Runt Frechilla är det glesbefolkat, med 10 invånare per kvadratkilometer. Närmaste större samhälle är Fuentes de Nava, 7,7 km sydost om Frechilla. Trakten runt Frechilla består till största delen av jordbruksmark.